# Daisy Zamora
Daisy Zamora (20 juny de 1950, Managua, Nicaragua) és una de les figures més destacables i prominents de la poesia llatinoamericana contemporània. El seu treball és reconegut per aplicar un punt de vista inflexible en cadascun dels temes que tracta, els quals varien des de detalls de la seva vida diària fins a drets humans, política, assumptes feministes, art, història i cultura. 
Zamora va estar activament implicada en la lluita en contra de la dictadura de Somoza durant els anys 70. Es va unir al Front Sandinista d'Alliberament Nacional (FSLN) el 1973. Va estar exiliada a Hondures, Panamà i Costa Rica. Durant la revolució sandinista va combatre a favor del FSLN i el 1979, durant l'ofensiva final, va estar a càrrec de la ràdio clandestina Ràdio Sandino, que va tenir un paper important en l'última etapa
Després del triomf de la revolució va ser nomenada vice ministra de cultura al nou govern.
Daisy Zamora, és una reconeguda activista política i referent en la lluita pels drets de les dones.

## Obra
Zamora és autora de cinc llibres de poesia en espanyol, entre ells, En net s'escriu la vida, La violenta escuma, i A cada qui la vida. El més recent és Terra de Ningú, Terra de Tots, 2007. Part del seu treball es va traduir a l'anglès; The Violent Foam (Curbstone, 2002), A cada qui la vida (Katabasis [O.K.], 1994), Clean Slate (Curbstone, 1993) i Riverbed of Memory (City Lights, 1992). 
El 1977, se li va atorgar el Premi Nacional de poesia Mariano Fiallos Gil per part de la Universitat Nacional Autònoma de Nicaragua. El 2002, obté una beca de recerca per part Califòrnia Arts Council i aquest mateix any rep un premi del Centre Nicaragüenc d'Escriptors a Managua per la seva valuosa contribució a la literatura nicaragüenca. El 2006 va ser nomenada Escriptora de l'Any per l'Associació Nacional d'Artistes a Nicaragua.